# Marc Vandercammen
Marc Vandercammen, né à Jemappes le 12 mars 1959, est un socio-économiste belge,.

## Biographie

### Activités professionnelles
En 1985, Marc Vandercammen obtient, de l'université de Mons, le titre de licencié en Sciences Économiques et Sociales avec la plus grande distinction et est rapidement engagé comme chercheur, tout d'abord à la Faculté de Psychologie et des Sciences de l’Éducation de Mons sous la direction du Professeur Jean-Pierre Pourtois et ensuite à la Faculté Warocqué d’Économie et de Gestion, sous la direction du Professeur Jean-François Escarmelle. À cette époque, il participe à la construction de modèles de changement social et l'impact des technologies sur les changements dans le monde du travail.
Engagé en 1987 au Crédit communal de Belgique, une banque belge devenue Belfius, comme attaché au département Marketing Research, il devient quelques années plus tard, Marketing Research Manager. Il se perfectionne dans le domaine du marketing à l'ISM (Institut Supérieur du Marketing - Paris). 
De 1994 à 1998, il est nommé Directeur de l'IWerf (Institut wallon de recherche et de formation). Sous sa direction, plusieurs études à caractère socio-économiques ont enrichi le catalogue de l'Institut. Il publie la première étude belge consacré aux délocalisations d'entreprises et à leur impact sur l'emploi. Cette recherche a fait l'objet de nombreuses publications en suscitant l'intérêt des acteurs de la société civile et des dirigeants pour cette problématique nouvelle.
Coordinateur de l'IFSI (1994-1997), l’Institut de Formation Internationale, il anime et gère plusieurs formations syndicales internationales (Europe et Afrique) et développe des projets internationaux en matière de protection consumériste et juridique comme la formation à la mise en place d’activités de communication en Afrique francophone ou une mission de développement de partenariat en Afrique de l’Ouest et de négociation avec la Confédération Syndicale Internationale et sa régionale Africaine (The African Regional Organisation). En 1999, il crée la société de consultance Mvconsult, où il est bientôt rejoint par d'autres experts en marketing et en management. Il y intervient comme consultant en marketing stratégique, opérationnel, communication et management sous forme de coaching individuel ou lors de training organisés intra ou inter-entreprises. Il coordonne et organise des actions de formation des représentants de la cellule Side Actiris (ex-ORBEM). En 2005, il intervient comme expert en matière de résolution de conflits par la labellisation. Dès 2006, il intervient dans le cadre du programme européen MEDA en Algérie pour des séminaires de formation de chefs d'entreprise (Alger, Annaba, Chlef, Tebessa, Tlemcen) organisé par Euro Développement PME. En 2014, le consultant mène une mission d’expertise pour la réalisation d’actions immatérielles d’appui à six entreprises industrielles au Niger (Action immatérielle : Formation en marketing, études de marché, analyse des comportements des consommateurs, communication, vente et export) pour le Bureau de Restructuration et de Mise à Niveau de l’Industrie du Niger. 
En 2001, il est nommé Directeur Général du CRIOC, le Centre de Recherche et d'Information des Organisations de Consommateurs. Cette fondation d'utilité publique fournit  la documentation, informe, forme et effectue des études (sur la baisse de la TVA dans l’horeca, les soldes…) et des enquêtes sur les matières de nature à intéresser le consommateur : alimentation, arnaques, droit de la consommation, internet, pratiques commerciales. « Son langage simple et truffé d'exemples concrets lui vaut des passages réguliers dans les médias » comme dans l'émission On n'est pas des pigeons (RTBF) grâce à ses « capacités à comprendre, dialoguer, informer, diffuser ». « il impulse une dynamique nouvelle et fait sortir cet organisme de son rôle d’appui aux organisations de consommateurs pour en quelque sorte prendre place à leurs côtés. Les enquêtes initiées par cet organisme se multiplient, la présence de son directeur sur les plateaux de télévision également ». Sur le plan international, Marc Vandercammen a coordonné, au nom du CRIOC, divers programmes de protection des consommateurs dont le Programme d’appui aux associations de consommateurs en matière de prévention des risques de santé et de bien-être : Healthy Regions - When Well-being Creates Economic Growth, l'ECSA, (European Child Safety Alliance), l' ANEC (The European consumer voice in standardisation), NEPIM (Network for the promotion of sustainable consumption in European regions), Programme de Jumelage Tunisie, Allemagne, France et Belgique relatif à la protection du consommateur, la surveillance du marché et le contrôle de la qualité, 2012-2014 initié dans le cadre du Programme d'Appui à l'Accord d'Association et au Plan d'Action Voisinage (P3A-II) de l’Union Européenne, janvier 2012. En mars 2012, le CRIOC signe un accord belgo-marocain de coopération avec la Fondation Nationale pour le Mouvement Consumériste et les Droits du Consommateur (Istihlakia). La plupart des résultats de ces études ont été rédigées en partenariat avec des centres de recherche universitaires et utilisées dans la prise de décision des acteurs de la société civile, et des autorités publiques, tant au niveau belge qu'international. 
À la suite d'un différend avec certains membres du Conseil d'administration de la Fondation et une mise en cause sur le fonctionnement de l'institution (harcèlement moral, manipulation des données) dont il sera blanchi par le conseil d'administration[réf. nécessaire], différents audits réalisés et une action en justice, Marc Vandercammen est démis de ses fonctions. Le Conseil d'administration du CRIOC le remercie en publiant un communiqué de presse déclarant que pendant 10 ans, Marc Vandercammen a « fait une contribution importante à l'opération et au développement de l'organisation. Grâce à ses nombreuses réalisations et réformes, beaucoup de Belges se sont intéressés aux questions de la consommation ». Ils soulignent que « le CRIOC perd un directeur motivé et enthousiaste, qui a mis son cœur et âme dans son travail ».   
En 2007, il crée avec les associations la coopérative de consommation Trade4You. Au départ, la coopérative a joué son rôle de centrale d'achat pour le gaz et l'électricité sous la marque Power4you mais s'est peu à peu élargie à d'autres marchés comme le mazout de chauffage, le carburant, l'isolation, le chauffage, les pellets, les fournitures scolaires et de bureau. Soucieuse de son implication sociétale, la coopérative poursuit ainsi des initiatives combinant des objectifs sociaux et une dynamique économique comme la sensibilisation des consommateurs fragilisés, de publics défavorisés et des bénéficiaires de l’aide des CPAS et de nombreuses conférences en ce domaine. Elle vise à donner la capacité au consommateur de devenir un consom’acteur. Elle est active, non seulement en Belgique mais aussi à l'étranger. Ainsi, en 2017, Marc Vandercammen intervient en tant que chef de mission du programme SPRING (Support for Partnership, Reforms and Inclusive Growth) Support aux Associations de Protection des consommateurs en Algérie. Elle aide aussi des étudiants à lancer leur entreprise.

### Activités pédagogiques
En Belgique, dès les années 1990, Marc Vandercammen enseigne ou a enseigné dans plusieurs Hautes Écoles dont la Haute École Louvain en Hainaut, Brussels Management School (ICHEC), la Haute École Bruxelles - Brabant, la Haute École HELB Prigogine, la Haute École Provinciale de Hainaut Condorcet, en tant que professeur invité, conférencier, maître-Assistant et titulaire des cours d’Études de marché, d’Économie, Marketing, Stratégie de communication, Management, Gestion Commerciale et Gestion Entrepreneuriale. De 2006 à 2012, il a été nommé collaborateur scientifique au sein de l’Unité d’Économie et Développement Rural de la Faculté universitaire des Sciences Agronomiques de Gembloux (Université de Liège). De 2010 à 2011, il est intervenu comme professeur invité dans le cadre du Diplôme d’Études Spécialisées en Marketing & Communication (DESMC) à la MDI-Business School d'Alger.  
Parallèlement à ses travaux de recherche et ses publications, Marc  Vandercammen poursuivra sa formation pédagogique et obtient en 2016 le  Certificat d’Université en Tutorat à Distance délivré par l'Université  de Liège CRIFA (Centre de Recherche sur l'Instrumentation, la Formation et  l'Apprentissage issu du Service de Technologie de l'Éducation de  l'Université de Liège) et, la même année, le CAPAES – Certificat d’Aptitude Pédagogique à l’Enseignement Supérieur. Aujourd'hui, il consacre ses activités au développement des étudiants - entrepreneurs au sein de la Haute École Provinciale de Hainaut Condorcet.

### Activités de recherche scientifique
Sur le plan scientifique, il s'est spécialisé dans le développement de modèles économétriques, notamment en matière de modélisation dynamique des phénomènes socio-économiques,. Il est l'un des premiers socio-économistes à avoir introduit l'analyse conjointe dans la définition des politiques de prix dans le monde financier, en Belgique.
À l'IWerf, il publie, en collaboration avec Juan Carmona Schneider, Renato Di Ruzza et Serge Le Roux, la première étude européenne consacrée au travail à distance et l'impact des NTIC sur la négociation sociale et mesure les défis en matière de formation et de qualification de la main-d'œuvre.
Au CRIOC, il poursuit ses travaux de recherche en matière de comportement et de protection des consommateurs sur des thématiques comme la distribution, le développement durable, la sécurité et la santé des consommateurs, la régulation et la médiation, le consumérisme éthique, la protection des consommateurs précaires. En 2003, il crée, avec les Unités d’Économie et de Développement Rural de la Faculté des Sciences Agronomiques de Gembloux l'Observatoire de la Consommation Alimentaire. « Les études s'intéressent à l'ensemble des productions agricoles wallonnes (pomme de terre, produits laitiers, carnés, alimentation bio, miel, sapins de Noël, fleurs, snacks, etc.) et aux modes de préparation et de distribution (circuits courts, production propre, plats préparés, , etc. » ).
En 2008-2009, Marc Vandercammen intervient comme chef de mission et consultant International spécialiste en politique des consommateurs pour la FAO, Organisation des Nations unies Pour l'Alimentation et l'Agriculture , dans le cadre du projet Appui à la conception et au montage du Centre marocain de la consommation, Rabat (Maroc).

### Activités de représentation et de défense des consommateurs
En tant que directeur général du CRIOC, Marc Vandercammen a exercé de nombreux mandats de représentation dans les domaines de la gestion des plaintes, la médiation et le recours à la justice  (Alternative Dispute Resolution ), la coordination des activités des associations de consommateurs en Belgique (Conseil de la Consommation, la normalisation (Bureau de Normalisation ; Commission de Coordination du Système BELAC d'accréditation des organismes d'évaluation de la conformité), la labellisation ou la sécurité des consommateurs (Commission Sécurité des Consommateurs).  

### Activités d'édition et de direction de collection

#### Édition
Soucieux de défendre les valeurs démocratiques, il publie, en 1996, avec les Éditions Luc Pire, Les Rats Noirs de Manuel Abramowicz consacré « aux coulisses de l'extrême droite francophone, de façon claire et pédagogique, il présente les principaux acteurs du Front National, jette un regard détaillé sur ses électeurs et ses multiples dissidences et analyse les croisades frontistes menées contre le système démocratique »[réf. nécessaire].

#### Direction de collection
Depuis 2002, Marc Vandercammen dirige la collection Perspectives Marketing aux Éditions de Boeck. Parmi les auteurs, on retrouve des académiques, des experts internationaux et des praticiens de terrain comme Claire Gauzente, Professeur à l’Institut d’Économie et de Management, IAE de Nantes dont les recherches portent sur le marketing et les questions d’organisations ; Charles Croué, Maître de conférence en sciences de gestion à L’IAE La Rochelle, l’école universitaire de management de l’Université de La Rochelle ; Pierre Ghéwy, Maître de conférence à l'université de la Polynésie Française ; Philippe Casin, Enseignant-chercheur au LCOMS, Laboratoire de Conception, Optimisation et Modélisation des Systèmes à l'Université de Lorraine; Martine Hlady Rispail, Professeur à l'Université de Limoges ; Camal Gallouj de l'Université des Sciences et Technologies de Lille 1, Faculté d’Économie et de Sciences Sociales.

### Livres

#### Auteur
- M. Vandercammen et alii, Référenciel d'A., Éditions Soface, 1984.
- Philip Kotler, Hermawan Kartajaya, Iwan Setiawan, Marc Vandercammen, Marketing 6.0 : réussir le marketing immersif, Louvain-La-Neuve, De Boeck supérieur, 192 p.  (ISBN 978-2-8073-6606-0)
- Philip Kotler, Hermawan Kartajaya, Iwan Setiawan, Marc Vandercammen, Marketing 5.0 : la technologie au service du consommateur, Louvain-La-Neuve, De Boeck supérieur, 240 p.  (ISBN 978-2-8073-3519-6)
- Philip Kotler, Iwan Setiawan, Pierre Volle et Frédéric Jallat (trad. de l'anglais), Marketing 4.0 : le passage au digital, Louvain-La-Neuve, De Boeck supérieur, 160 p. (ISBN 978-2-8073-0777-3, OCLC 992770620, lire en ligne)
- Études de marchés : méthodes et outils, Louvain-la-Neuve (Belgique), De Boeck, dl 2018, cop. 2014, 528 p. (ISBN 978-2-8073-1945-5, OCLC 1057328659, lire en ligne)
- Études de marchés : méthodes et outils, Bruxelles/Paris, De Boeck, dl 2014, cop. 2014, 500 p. (ISBN 978-2-8041-8401-8, OCLC 879162974, lire en ligne)
- Philip Kotler et Iwan Setiawan (trad. de l'anglais), Marketing 3.0 : produits, clients, facteur humain, Bruxelles/Paris, De Boeck, 2012, 192 p. (ISBN 978-2-8041-7130-8, OCLC 826848089, lire en ligne)
- Marketing : l'essentiel pour comprendre, décider, agir, Bruxelles/Paris, De Boeck, dl 2011, 575 p. (ISBN 978-2-8041-6315-0, OCLC 758898536, lire en ligne)
- La distribution, Bruxelles/Paris, De Boeck, 2010, 544 p. (ISBN 978-2-8041-2789-3, OCLC 685178979, lire en ligne)
- Christophe Sempels, Marc Vandercammen et Impr. la Source d'or), Oser le marketing durable : concilier marketing et développement durable, Paris, Pearson, impr. 2009, 214 p. (ISBN 978-2-7440-7357-1, OCLC 470769813, lire en ligne)
- Refusez les Arnaques, Crioc - De Boeck, 2005[51]
- Recherche marketing : outil fondamental du marketing, De Boeck Université, 1999, 488 p. (ISBN 978-2-8041-2931-6, OCLC 299843412, lire en ligne)
- J. Carmona Schneider, R. Di Ruzza, S. Le Roux, M. Vandercammen,  Le travail à distance, Analyses syndicales et enjeux européens, De Boeck  Université, 1999[33]

#### Contributeur
- Normes Sociales et recomposition du travail in Sophie Boutillier et Dimitri Uzunidis, Travailler au XXIe siècle : nouveaux modes d'organisation du travail, De Boeck, 2006
- Les délocalisations d'entreprises in Michel Van Cromphaut, Les mondialisations, gouffre ou tremplin ?, L'Harmattan, 2001
- Études de marché in Martine Janssens-Umflat, Alain Ejzyn, M@rketing, E-business, E-marketing, De Boeck, 2007

#### Éditeur et Directeur de la collection Perspectives Marketing
- M. McDonald, Les Plans Marketing, De Boeck, 2010
- M. Abramovicz, Les Rats Noirs, Éditions Luc Pire - IWerf, 1996[42]
- C. Croué, Marketing international, Un consommateur local dans un monde global, De Boeck, 2015
- P. Ghewy, Guide pratique de l'analyse des données, De Boeck, 2010

### Articles scientifiques, de vulgarisation et communication
Marc Vandercammen est l'auteur de nombreux articles scientifiques et de vulgarisation consacrés aux sciences économiques et sociales. Il intervient régulièrement dans des colloques internationaux sur des thématiques consuméristes, de protection des consommateurs, de marketing et de management en Belgique, en Europe, aux États-Unis et en Afrique. 

### Chroniques Média
Il a publié de nombreuses chroniques en presse audio-visuelle et écrite dans des médias comme la RTBF (La Une, La Première, Vivacité), Radio Contact, Télé MB, Mon Argent.